# Tetragnatha anuenue
Tetragnatha anuenue là một loài nhện trong họ Tetragnathidae.
Loài này thuộc chi Tetragnatha. Tetragnatha anuenue được miêu tả năm 2002 bởi Gillespie.